# Krönungsornat der römisch-deutschen Kaiser

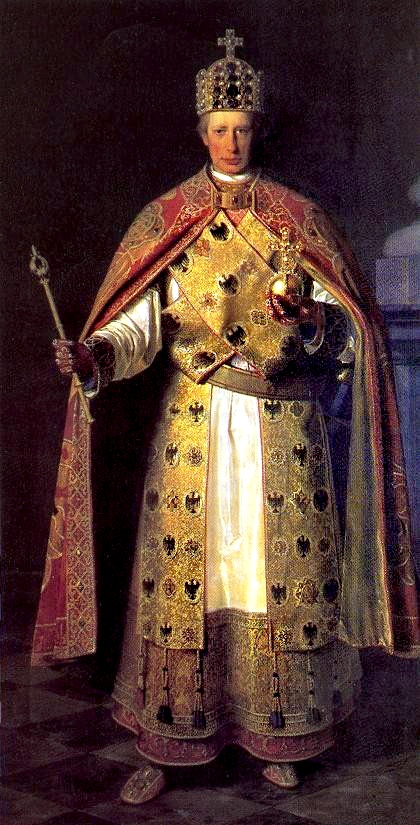
Der letzte Kaiser des Heiligen Römischen Reiches Franz II. im Krönungsornat mit den Reichsinsignien, Gemälde von Ludwig Streitenfeld im Auftrag von Rudolf von Österreich-Ungarn, 1874

Der Krönungsornat der römisch-deutschen Kaiser bestand seit der Stauferzeit aus folgenden Teilen:
- Krönungsmantel, mit über 100.000 Perlen besetzt, Goldstickerei, 11 kg schwer, sizilianische Arbeit, 1133/34
- Alba, sizilianische Arbeit von 1181, unter dem Mantel getragen
- Dalmatica/Blaue Tunicella, sizilianische Arbeit des 12. Jahrhunderts, unter der Alba getragen
- Adlerdalmatica, wohl nie zu einer Krönung getragen
- Stola (2. Viertel 14. Jahrhundert)
- ein Paar mit Perlen und Edelsteinen besetzte Handschuhe (sizilianische Arbeit des 13. Jahrhunderts)
- eine Art Kniestrümpfe mit Gamaschen aus goldbestickter Seide (sizilianische Arbeit des 12. Jahrhunderts)
- ein Paar mit Perlen und Edelsteinen besetzte Pantoffeln (sizilianische Arbeit)

Außerdem werden im weiteren Sinne auch die bei der Krönung verwendeten Insignien (wie Reichskrone, Reichsapfel, Zepter und Reichsschwert) zum Ornat gezählt.
Die Bestandteile des Ornats waren bis zur letzten Kaiserkrönung 1792 in Gebrauch. Sie werden heute in der Weltlichen Schatzkammer in Wien verwahrt.
Siehe auch: Reichskleinodien